# LOL (^^,)
LOL <(^^,)> er et studiealbum af den svenske sanger, musikproducer, sangskriver og DJ Basshunter, der udkom den 28. august 2006 på Warner Music Sweden.

## Spor
| #   | Titel                                                         | Længde |
| --- | ------------------------------------------------------------- | ------ |
| 1.  | "Vi sitter i Ventrilo och spelar DotA"                        | 3:21   |
| 2.  | "Boten Anna"                                                  | 3:29   |
| 3.  | "Strand Tylösand"                                             | 3:17   |
| 4.  | "Sverige"                                                     | 2:58   |
| 5.  | "Hallå där"                                                   | 2:38   |
| 6.  | "Mellan oss två"                                              | 3:58   |
| 7.  | "Var är jag"                                                  | 4:01   |
| 8.  | "Utan stjärnorna"                                             | 3:51   |
| 9.  | "Festfolk" ([2006 Remix])                                     | 4:01   |
| 10. | "Vifta med händerna" ([Basshunter Remix] (Patrik och Lillen)) | 3:11   |
| 11. | "Professional Party People"                                   | 3:09   |
| 12. | "I'm Your Basscreator"                                        | 5:25   |

Bonus tracks
| #   | Titel                                                     | Længde |
| --- | --------------------------------------------------------- | ------ |
| 13. | "Boten Anna" (Instrumental)                               | 3:20   |
| 14. | "Vi sitter i Ventrilo och spelar DotA" (Extended Version) | 7:45   |

## Hitlister
| Hitliste (2006-2008)          | Højeste placering |
| ----------------------------- | ----------------- |
| Danmark (Album Top-40)        | 3                 |
| Finland (Musiikkituottajat)   | 4                 |
| Sverige (Sverigetopplistan)   | 5                 |
| Østrig (Ö3 Austria)           | 12                |
| Norge (VG-lista)              | 19                |
| USA (Dance/Electronic Albums) | 24                |
| Frankrig (SNEP)               | 51                |
| Holland (Album Top 100)       | 66                |

| Hitliste (2006)        | Placering |
| ---------------------- | --------- |
| Danmark (IFPI Danmark) | 26        |

| Land                                                                                          | Certificering | Salg    |
| --------------------------------------------------------------------------------------------- | ------------- | ------- |
| Danmark (IFPI Danmark)                                                                        | 2× Platin     | 40.000^ |
| Finland (Musiikkituottajat)                                                                   | Platin        | 33.365  |
| *Salgstal baseret på certificering alene. xUspecificerede tal baseret på certificering alene. |               |         |